# Athos Maestri
Athos Maestri (Talignano, 14 aprile 1913 – Cielo del Mediterraneo Orientale, 1º agosto 1942) è stato un aviatore italiano, che fu un pluridecorato capitano pilota della specialità bombardamento della Regia aeronautica durante la seconda guerra mondiale. Comandante della 261ª Squadriglia, 106º Gruppo, 47º Stormo Bombardamento Terrestre, fu decorato con Medaglia d'oro al valor militare alla memoria per il coraggio dimostrato in combattimento.

## Biografia
Nacque a Talignano, frazione di Sala Baganza in provincia di Parma, il 14 aprile 1913, figlio di Mario e Angiolina Bontempi. Frequentò la scuole elementari a Collecchio, ma nel 1925 la famiglia si trasferì a L'Aquila, dove frequentò la scuola industriale. Lasciò gli studi a causa dello scarso rendimento andando a lavorare presso il settore edile, ma ammalatosi lasciò il lavoro per riprendere gli studi. Iscrittosi al Liceo-Ginnasio "D. Cotugni" ottenne la Maturità Classica nel 1930-1931, e l'anno successivo si iscrisse alla facoltà di scienze economiche e commerciali dell'Università Bocconi di Milano. Appassionatosi al mondo dell'aviazione, nel 1933 iniziò a frequentare il corso per Allievo Ufficiale di Complemento della Regia Aeronautica a Parma. Nell'aprile 1934 si iscrisse alla Scuola civile di pilotaggio Breda di Sesto San Giovanni, conseguendo il brevetto di pilota nel luglio dello stesso anno. In agosto si trasferì presso il campo d'aviazione di Grottaglie, 2ª Squadriglia addestramento della Scuola Osservazione Area, dove conseguì il brevetto di pilota militare nel mese successivo.
Nominato sottotenente di complemento entrò in servizio presso la 14ª Squadriglia, 4º Gruppo del 7º Stormo Bombardamento Terrestre di Lonate Pozzolo equipaggiata con i bombardieri Caproni Ca.101. Congedato nel corso del 1934 riprese gli studi universitari, ma nel febbraio dell'anno successivo rientrò in servizio in vista dello scoppio della guerra con l'Etiopia, Nel febbraio del 1936 partì per l'Eritrea in seno al 7º Stormo, e in quel teatro operativo fu decorato con una Medaglia d'argento e una Croce di guerra al valor militare, venendo promosso al grado di tenente in servizio permanente effettivo (SPE). In forza alla 62ª Squadriglia, 29º Gruppo del 9º Stormo Bombardamento Terrestre di stanza a Gura, volo sui bombardieri trimotori Savoia-Marchetti S.81 Pipistrello., prendendo parte alle operazioni di repressione della guerriglia etiopica, e nel 1938 fu decorato nuovamente ferito in azione, venendo per questo decorato con una seconda Medaglia d'argento al valor militare. Rientrato in Patria, il 3 luglio 1939 sposò la signorina Concetta Branchi, e il 28 ottobre dello stesso anno fu promosso capitano pilota. Messo a terra a causa della mutilazione subita, grazie all'intercessione del generale Amedeo di Savoia-Aosta Duca d'Aosta poté tornare a volare, ritornando in Africa Orientale Italiana.
All'atto dell'entrata in guerra del Regno d'Italia, il 10 giugno 1940, prestava servizio come comandante della Squadriglia di Stato maggiore del Comando settore aeronautico nord di stanza all'Asmara, passando poi, il 4 agosto, a quello della 118ª Squadriglia del 27º Gruppo B.T. bis volando sui bombardieri Caproni Ca.133 e S.81. Compì numerose missioni di bombardamento contro obiettivi terrestri in Sudan e navali nel Mar Rosso. Rientrato in Italia prima della caduta dell'Impero italiano, nel giugno 1941 assunse il comando della 261ª Squadriglia, 106º Gruppo del 47º Stormo Bombardamento Terrestre di Grottaglie, equipaggiata con i bombardieri CANT Z.1007 Alcione. Trasferitasi all'Aeroporto di Rodi-Marizza la squadriglia iniziò ad operare contro obiettivi aeronavali e terrestri inglesi. Il 10 settembre fu nuovamente ferito in combattimento, venne decorato con una terza Medaglia d'argento nel gennaio 1942, e citato sul Bollettino di Guerra per le azioni sulla base navale di Alessandria d'Egitto. Durante una di questa missioni su Alessandria, effettuata nella notte tra il 31 luglio e il 1º agosto, il suo aereo, intercettato da caccia notturni Bristol Beaufighter del No.46 Squadron, e fu gravemente colpito precipitando in mare. Il suo corpo non venne mai ritrovato. Decorato con una quarta Medaglia d'argento, fu successivamente insignito della Medaglia d'oro alla memoria.
Insignito anche della laurea honoris causa in matematica e fisica alla memoria, gli è stata intitolata una Piazza del quartiere Montebello e la locale sezione dell'Associazione Arma Aeronautica di Parma.

### Annotazioni
1. ↑  Volando su velivolo Ansaldo A.300/6.
2. ↑  Subì la mutilazione dell'astragalo del piede.
3. ↑  Secondo alcune fonti si interessò al suo caso anche il potente gerarca fascista Ettore Muti.
4. ↑  Assunse tale comando in data 13 marzo 1940.
5. ↑  Nonostante fosse rimasto ferito alla testa durante un combattimento aereo due settimane prima, chiese ed ottenne di partecipare alla missione.
6. ↑  Lasciava la moglie e i due figli, la primogenita Annarita, nata il 31 maggio 1941, e il secondogenito Fabio, nato 71 giorni dopo la sua morte, l'11 ottobre 1942. La morte fu confermata mesi dopo dal secondo pilota, unico sopravvissuto all'impatto, per lettera alla famiglia spedita dal campo di prigionia inglese in Africa dove si trovava rinchiuso.

### Fonti
1. 1 2 3 4 5 6 7  Migliavacca 2019, p. 46.
2. 1 2  Ufficio Storico dell'Aeronautica Militare 1969, p. 207.
3. ↑  A Sesto San Giovanni volò su velivoli Breda A.2, A.3, A.4, A.9, SC.4 e Ansaldo SVA 5 e SVA 9.
4. ↑  Dunning 1988, p. 21.
5. ↑  Lioy 1965, p. 40.
6. ↑  Migliavacca 2019, p. 47.
7. 1 2  Ufficio Storico dell'Aeronautica Militare 1977, p. 63.
8. 1 2 3 4 5 6  Migliavacca 2019, p. 48.
9. ↑  Dunning 1988, p. 33.
10. 1 2  Migliavacca 2015, p. 101.
11. ↑  Garello 2002, p. 27.
12. 1 2  Migliavacca 2015, p. 103.
13. ↑  Garello 2002, p. 37.
14. 1 2  Migliavacca 2019, p. 49.
15. ↑  Bollettino Ufficiale 1945, disp.23, pag.1028 e B.U. 1959, supl. 7, pag.99.
16. ↑  Bollettino Ufficiale 1942, disp.46, registrato alla Corte dei Conti addì 16 dicembre 1942, registro n.12 Aeronautica, foglio n.330.

### Periodici
- Carlo Migliavacca, L'ultima notte, in Rivista Aeronautica, n. 4, Roma, Editore Servizi Difesa s.p.a., 2015,  pp. 100-103.
- Carlo Migliavacca, Athos Maestri, in Aerei nella Storia, n. 128, Parma, West-Ward Edizioni, ottobre-novembre 2019,  pp. 46-49.
- Nico Sgarlato, Le Aquile dell'Impero, in Ali di Gloria, n. 3, Parma, Delta Editrice, aprile-maggio 2012.